# Lucien-Emile Bardonne
Lucien-Emile Bardonne (ur. 1 września 1923 w Vaux-lès-Saint-Claude, zm. 3 grudnia 2005) – francuski duchowny katolicki, biskup. Święcenia kapłańskie przyjął w 1951 roku, zaś w 1969 został mianowany przez papieża Pawła VI biskupem pomocniczym archidiecezji Rouen ze stolicą tytularną Thimida Regia. W 1972 został mianowany biskupem koadiutorem z prawem następstwa diecezji Châlons. Kierowanie diecezją przejął rok później stając się tym samym 103 biskupem tej diecezji. W 1998 Jan Paweł II przyjął jego rezygnację złożoną ze względu na wiek. Zmarł w 2005.